# Два водних джерела (Голосіївський район)
Два водних джерела — гідрологічна пам'ятка природи місцевого значення у Голосіївському районі міста Київ, розташована на території урочища «Феофанія».

## Опис
Гідрологічна пам'ятка природи включає два природних джерела, що формують витік струмка, який впадає у річку Китаївка .  
Джерела розташовані на вкритих лісом схилах. Вони є виходами на поверхню водоносного горизонту, що має падіння у напрямку Феофанівської улоговини, де розташоване заповідне господарство НАН України «Феофанія».  
Вода у джерелах має м’яку, слабомінералізовану, лужну характеристику. Вона зберігається тривалий час без псування завдяки підвищеній іонізації сріблом.

## Природоохоронний статус
Гідрологічна пам’ятка природи місцевого значення «Два водних джерела» була оголошена розпорядженням КМДА від 15 січня 1999 року №57.  
Місце розташування: Голосіївський район, урочище Феофанія.  
Землекористувач: Дослідне господарство "Феофанія".  
Фактична площа: немає.  
Входить до складу: ППСПМ «Феофанія».  

## Галерея

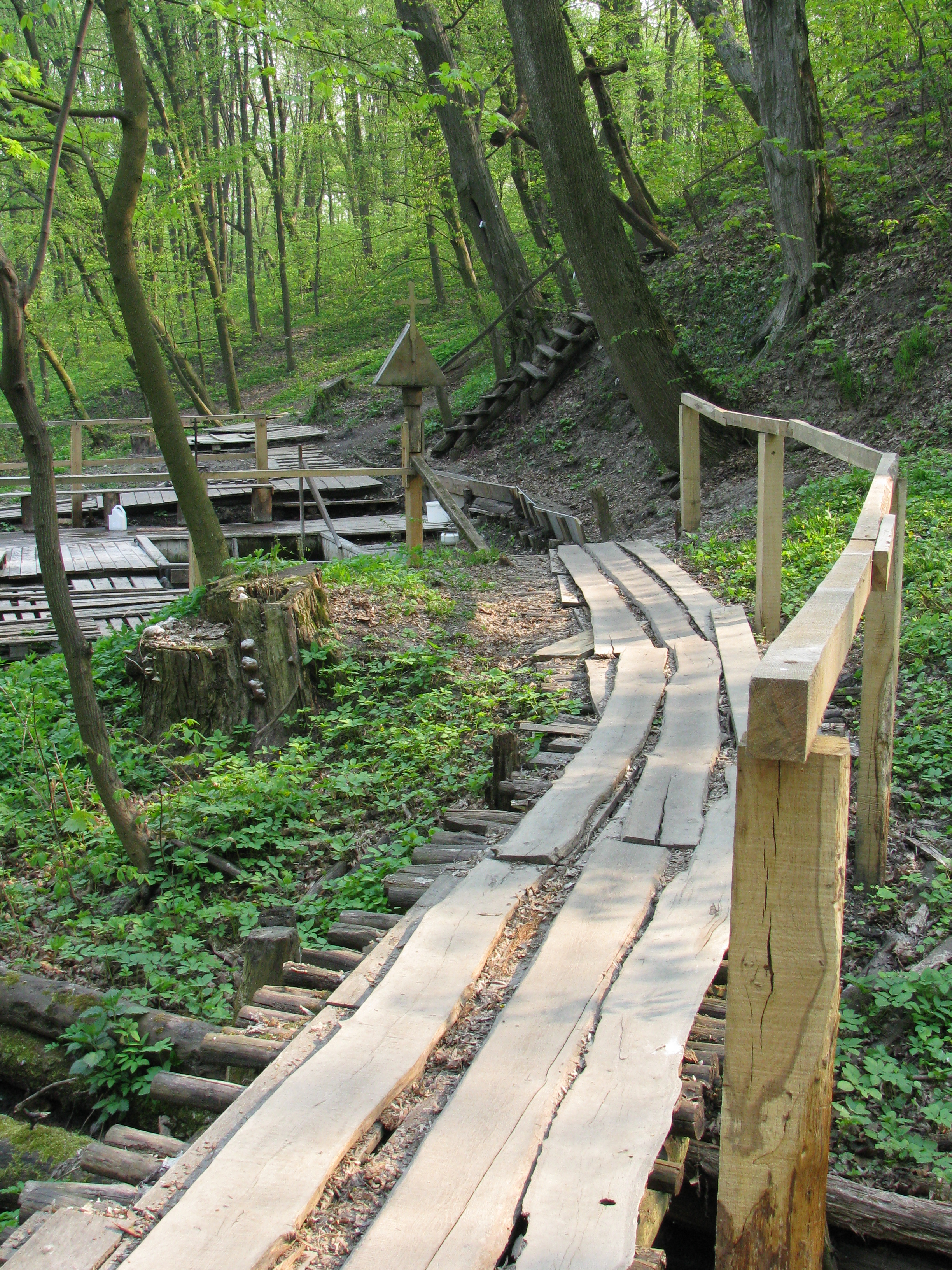
Дорога до джерела